# Fransk-indianska kriget

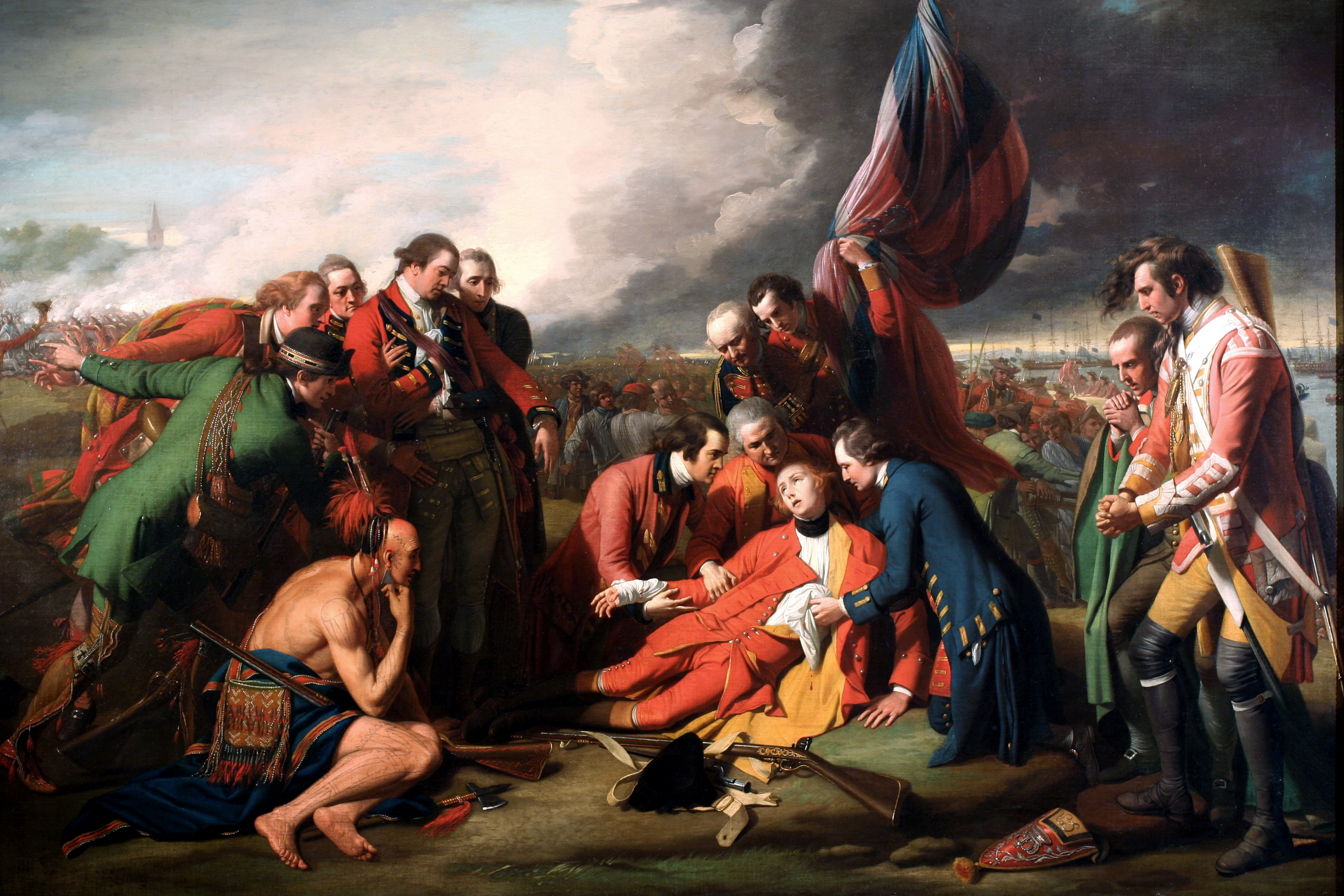
The Death of General Wolfe av Benjamin West, 1770.

Fransk-indianska kriget, som ägde rum mellan 1754 och 1763, var den del av sjuårskriget som utkämpades mellan Frankrike och Storbritannien i det som nu är USA och Kanada. Båda sidor var allierade med – och förde krig tillsammans med – olika amerikanska indianska nationer. I USA kallas kriget French and Indian War, men i fransktalande delar av Kanada kallas det istället guerre de la conquête, "erövringskriget".

## Orsaker till kriget

### Globala orsaker

#### Brittisk ekonomisk stagnation
Under sjuttonhundratalet stagnerade den brittiska ekonomin alltmer på grund av att landets utrikeshandel blev utkonkurrerad av Frankrike, som i allt högre grad blev det land som försåg den europeiska kontinenten med kolonialvaror från det Spanska imperiet. Den brittiska utrikeshandeln var i stor utsträckning beroende av smuggling till de spanska kolonierna och när denna inskränktes genom effektivare spanska motåtgärder ledde detta till kriget om Jenkins öra. Storbritannien försökte genom deltagande i det österrikiska tronföljdskriget förhindra den franska ekonomiska dominansen, men då den brittiska regeringen valde att föra kriget till lands på kontinenten var den dåligt ledda brittiska armén ingen match för de franska trupperna och kriget slutade med status quo ante bellum.

#### Kolonialt erövringskrig
Efter det österrikiska tronföljdskriget återhämtade sig Frankrike snabbare än Storbritannien och den franska utrikeshandeln fortsatte att expandera. Handelskapitalistiska kretsar i Storbritannien blev alltmer övertygade om att ett framgångsrikt erövringskrig riktat mot Frankrikes kolonier var det enda som skulle kunna förhindra att landet reducerades till en fjärde rangens nation. De västindiska sockeröarna och de nordvästatlantiska fiskerierna var det mest eftertraktade bytet. I ljuset av den brittiska flottans maritima överlägsenhet hade Frankrike vare sig lust eller förmåga att föra ett globalt kolonialkrig, men man var inte heller beredd att vika sig för Storbritannien. Kanada saknade i det närmaste ekonomisk betydelse för Frankrike, men var av stort politiskt och militärt värde. Landet förhindrade de brittiska koloniernas vidare utbredning i Nordamerika och vid varje krig band Nya Frankrikes trupper och dess indianska allierade upp mångfaldigt större brittiska och koloniala styrkor vilka därigenom förhindrades att operera i Västindien och Akadien.

### Lokala orsaker

#### Territoriella anspråk
Både Storbritannien och Frankrike hade territoriella anspråk på området mellan Appalacherna och Mississippifloden, från Stora sjöarna i nordöstra Nordamerika till Mexikanska golfen i södra Nordamerika. De brittiska anspråken var baserade på att Irokesförbundet, efter sin erövring av Ohiodalen under 1600-talet, skulle ha ställt landet under brittisk överhöghet 1701, något som skulle ha fått internationellt erkännande genom freden i Utrecht 1713. De franska anspråken grundades på att La Salle under sina expeditioner för Frankrikes räkning tagit besittning över området när det beboddes av shawneerna, "mot vilka irokeserna oavbrutet förde krig och vilka alltid varit Frankrikes vänner".

#### Demografisk aggression
Den demografiska aggressionen från de Tretton koloniernas sida skapades ett ständigt hot om att det amerikanska befolkningsöverskottet skulle fördriva indianerna från sina hemländer. Detta var något som skulle undergräva Nya Frankrikes ekonomiska bärkraft och beröva dem värdefulla indianska allierade. Den lilla kanadensiska befolkningen var beroende av fredliga kontakter med urbefolkningen. De hade inget behov av tillägna sig land och var beroende av indianerna som leverantörer av pälsverk. För att bevara sin ställning byggde Nya Frankrike upp en omfattande serie av militära, kommersiella och diplomatiska förbindelser med de indianska nationerna.

#### Ekonomisk konkurrens
Fransmännen i Ohiolandet började bli utkonkurrerade av köpmän från Pennsylvania med billigare och kvalitativt bättre handelsvaror från den engelska industriella revolutionens begynnelse.

#### Religiösa konflikter
I de Tretton kolonierna fanns det en religiös ideologi som utmålade katolicismen som antikrist och den nya världen som puritanernas nya Israel vilket man skulle ta i anspråk genom att fördriva de indianska kanaaniterna. Att föra krig mot fransmän och indianer kunde därför uppfattas som en religiös plikt.

## Krigets förlopp
Kriget började som en kolonial konflikt av mindre omfattning med centrum i Ohiodalen. Ohio Company of Virginia anlade ett fort, Fort Prince George, vid Alleghenyflodens och Monongahelaflodens sammanflöde vid vad som nu är Pittsburgh. Det var på vad fransmännen ansåg vara franskt territorium och en fransk truppstyrka kom till platsen efter några månader, omringade den och tvingade virginierna att kapitulera. Virginias guvernör, Robert Dinwiddie, beordrade därför överstelöjtnanten i Virginiaregementet George Washington att med en truppstyrka avhysa fransmännen. Washingtons styrka möttes av fänriken de Jumonville, som hade i uppdrag att utröna om virginierna trängt in på franskt territorium. Washington genomförde då ett eldöverfall på Jumonvilles styrka och tio kanadensare stupade. Den franske kommendanten sände ut en större truppstyrka inför vilken Washington och hans trupper tvingades att kapitulera den 3 juli 1754.

### 1755
Washington och hans trupper hade skickats tillbaka till Virginia sedan Washington tvingats erkänna att han lönnmördat de Jumonville. Pelham-Holles brittiska regering ville dock inte nöja sig med detta. Två brittiska regementen skickades till Amerika och två nedlagda amerikanska regementen aktiverades. Generalmajor Edward Braddock utnämndes till militärbefälhavare i Brittiska Amerika och en offensiv plan utarbetades för att säkra de områden Storbritannien gjorde anspråk på. (1) Fort Duquesne, som fransmännen anlagt där Fort Prince George legat, skulle tas av de två brittiska regementena under ledning av Braddock själv. (2) De två aktiverade regementena skulle under William Shirley ta Fort Niagara. (3) William Johnson skulle med provinstrupper ta Fort Saint-Frédérick. (4) De tre regementen som redan fanns stationerade i Nova Scotia skulle ta Fort Beauséjour. Fort Beauséjour kapitulerade efter en kort belägring, men i övrigt föll de brittiska krigsplanerna offer för stora motgångar. Braddock stupade och hans trupper tillintetgjordes i slaget vid Monongahela. Expeditionen mot Fort Niagara rann ut i sanden på grund av underhållsproblem och storskaliga deserteringar från provinstrupperna vilka demoraliserats sedan de nåtts av beskedet om nederlaget vid Monongahela. Operationerna mot Fort Saint-Frédérick misslyckades också, fast operationsstyrkan vann en taktisk och mycket upphaussad seger i slaget vid Lake George.

## Utfall
Det fransk-indianska kriget tog slut genom undertecknandet av Parisfördraget den 10 februari 1763. Följden blev att Frankrike förlorade alla sina nordamerikanska områden öster om Mississippi till Storbritannien, inklusive Montreal och Quebec och hela Kanada med undantag för Saint-Pierre och Miquelon, två små öar nära Newfoundland. Frankrike fick istället tillbaka de karibiska öarna Guadeloupe och Martinique vilka erövrats under kriget.

## Kartor

Militära operationer under fransk-indianska kriget.
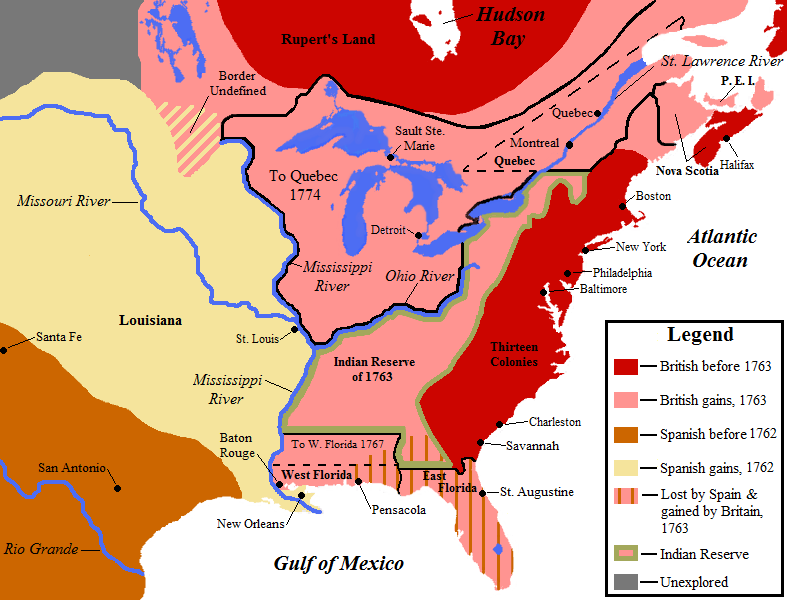
Landavträdelser och nya territoriella gränser som resultat av fransk-indianska kriget.